# La Chorrera (Panama)
Pour les articles homonymes, voir La Chorrera.
La Chorrera (/la t͡ʃo.ˈre.ɾa/) est une ville panaméenne de la province de Panama. 
Peuplée par 68 896 habitants en 2010, son agglomération compte près de 200 000 habitants.

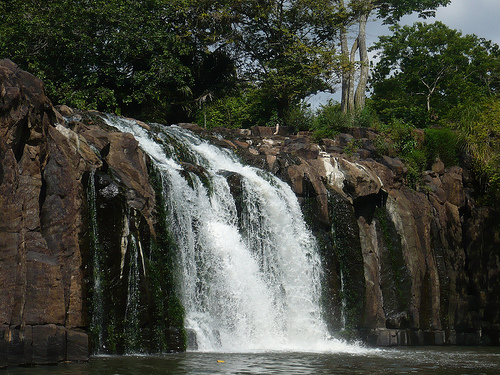
Le Chorro de La Chorrera

## Sports
L'Estadio Justino Salinas, enceinte de 2000 places, accueille les rencontres du club local de baseball du CB Panamá Oeste. En football, la ville héberge le San Francisco FC.

## Personnalités
- Aristides Royo Sanchez (1940- ) président du Panama y est né.